# ميلوس ستانكوفيتش
ميلوس ستانكوفيتش هو لاعب كرة قدم صربي في مركز الهجوم، ولد في 22 يوليو 1992 في ليسكوفاتس في صربيا. لعب مع تيموك زاييتشار ونادي أو إف كيه بيوغراد.

## وصلات خارجية
- ميلوس ستانكوفيتش على موقع قاعدة بيانات كرة القدم.إي يو (الإنجليزية)
- ميلوس ستانكوفيتش على موقع Soccerbase.com (لاعب) (الإنجليزية)
- ميلوس ستانكوفيتش على موقع Soccerway.com (الإنجليزية)
- ميلوس ستانكوفيتش على موقع عالم كرة القدم.نت (الإنجليزية)